# Antoine Richard
Antoine Richard, född den 8 september 1960 i Fontainebleau, Frankrike, är en fransk friidrottare inom kortdistanslöpning.
Han tog OS-brons på 4 x 100 meter stafett vid friidrottstävlingarna 1980 i Moskva.